# Banato húngaro

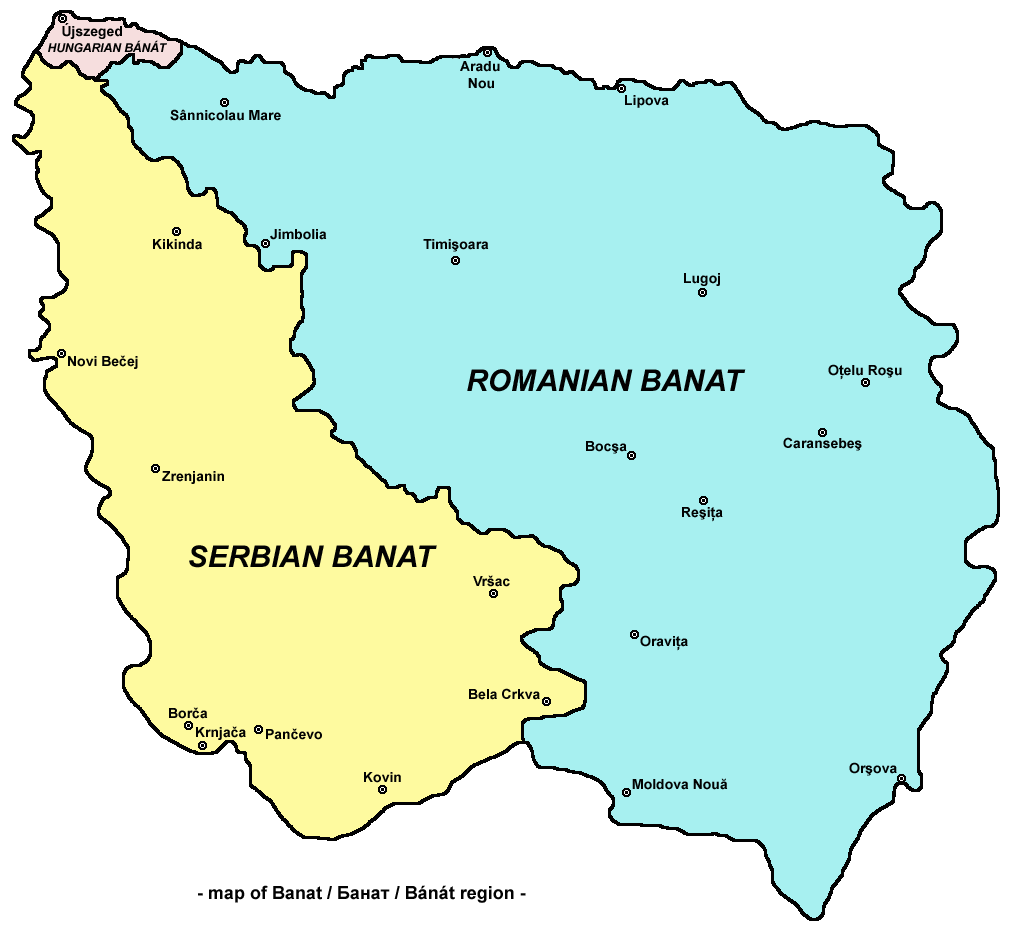
División del Banato en el Tratado de Trianon. Al norte, en rosa, esa pequeña parte que se adjudicó a Hungría.

El Banato húngaro se encuentra en una parte muy pequeña del norte de la región histórica de Banato, que fue incorporada a la recién independizada Hungría de Austria en el Tratado de Trianon, tras la Primera Guerra Mundial, y que quedó integrada en el condado de Csongrád.
Además de la población húngara, existe una pequeña minoría de serbios (por ejemplo, en Deszk y Szeged ).